# Scandinavian Race
La Scandinavian Race (oficialmente:Scandinavian Race in Uppsala 1909-2015), también conocida como Scandinavian Open Road Race, es una carrera ciclista que se disputa en Upsala, Suecia, en el mes de mayo.
La carrera se creó en 1909 y fue una carrera aficionada, corriéndose desde el 1998 como carrera de categoría 1.5 (última categoría del profesionalismo) y desde la creación de los Circuitos Continentales UCI forma parte del UCI Europe Tour, dentro de la categoría 1.2 (también última categoría del profesionalismo).
Entre los periodos de 1909 a 1937 y de 1940 a 1945, fue una carrera contrarreloj individual y en 1956 fue una contrarreloj por equipos.
Está organizada por Vårgårda Cykelklubb.

## Palmarés
Desde 1909 hasta 2005
| - 1909: Alex Ekström - 1910: Arvid Pettersson - 1911: Erik Blomgren - 1912: Henrik Morén - 1913: Karl Landsberg - 1914: Karl Landsberg - 1915: Ragnar Malm - 1916: Axel Eriksson - 1917: Ragnar Malm - 1918: Ragnar Malm - 1919: Ragnar Malm - 1920: Harry Stenqvist - 1921: Algot Persson - 1922: Ragnar Malm - 1923: Sigfrid Lundberg - 1924: Ragnar Malm - 1925: Karl Lundberger - 1926: Henry Hansen - 1927: Henry Hansen - 1928: Henry Hansen - 1929: Henry Hansen - 1930: Henry Hansen - 1931: Henry Hansen - 1932: Martin Lundin - 1933: Bernhard Britz - 1934: Sven Thor - 1935: Berndt Carlsson - 1936: Ingvar Eriksson - 1937: Martin Lundin - 1938: Ingvar Eriksson - 1939: Harry Jansson - 1940: Sven Johansson | - 1941: Bengt Malmgren - 1942: Martin Lundin - 1943: Gunnar Jansson - 1944: Erik Törnblom - 1945: Halle Janemar - 1946: Harry Jansson - 1947: Ingvar Eriksson - 1948: Sven Johansson - 1949: Yngve Lundh - 1950: Ingvar Birgersson - 1951: Sven Johansson - 1952: Sven Johansson - 1953: Allan Carlsson - 1954: Arne Tevall - 1955: Eluf Dalgaard - 1956: Dinamarca (TTT) - 1957: Nils Körberg - 1958: Owe Adamsson - 1959: Göte Sundell - 1960: Rune Nilsson - 1961: Owe Adamsson - 1962: Owe Adamsson - 1963: Göte Sundell - 1964: Göran Wagman - 1965: Jupp Ripfel - 1966: Paul Munther - 1967: Gösta Pettersson - 1968: Bo Anderberg - 1969: Jupp Ripfel - 1970: Sune Wennlöf - 1971: Roine Grönlund - 1972: Mats Mikiver | - 1973: Lars Gustafsson - 1974: Ronnie Carlsson - 1975: Alf Segersäll - 1976: Svein Langholm - 1977: Bernt Scheler - 1978: Thomas Eriksson - 1979: Sixten Wackström - 1980: Per Christiansson - 1981: Per Christiansson - 1982: Juha Narkiniemi - 1983: Bengt Asplund - 1984: Håkan Larsson - 1985: Anders Johansson - 1986: Roul Fahlin - 1987: Magnus Knutsson - 1988: Klas Johansson - 1989: Peter Pegestam - 1990: Hans Kindberg - 1991: Magnus Knutsson - 1992: Johan Fredriksson - 1993: Klas Johansson - 1994: Patrik Serra - 1995: Vegard Øverås-Lied - 1996: Vegard Øverås-Lied - 1997: Kristoffer Johansen - 1998: Marcin Sapa - 1999: Göran Enström - 2000: Stefan Adamsson - 2001: Magnus Lömäng - 2002: Tobias Lergård - 2003: Fredrik Ericsson - 2004: Lucas Persson |

Desde 2005
| Año       | Ganador              | Segundo               | Tercero                 |
| --------- | -------------------- | --------------------- | ----------------------- |
| 2005      | Lucas Persson        | Marcus Svensson       | Mattias Carlzon         |
| 2006      | Lucas Persson        | Tommi Martikainen     | Jan Mattsson            |
| 2007      | Mattias Westling     | Jan Mattsson          | Christofer Stevensson   |
| 2008      | Morten Høberg        | Thomas Bendixen       | Michael Stevenson       |
| 2009      | Jonas Aaen Jørgensen | Christofer Stevenson  | Philip Nicholas Nielsen |
| 2010      | Philip Nielsen       | Patrik Stenberg       | Øystein Stake Laengen   |
| 2011      | Andžs Flaksis        | Armands Becis         | Michael Stevenson       |
| 2012      | Jonas Ahlstrand      | Michael Olsson        | Edvin Wilson            |
| 2013      | Alexander Gingsjö    | Markus Johansson      | Toms Skujiņš            |
| 2014      | Jonas Aaen Jørgensen | Marcus Svensson       | Yannick Janssen         |
| 2015      | Nicolai Brøchner     | Ludvig Bengtsson      | Casper Pedersen         |
| 2016      | Syver Wærsted        | Ludvig Bengtsson      | Nicolai Brøchner        |
| 2017      | Nicolai Brøchner     | Morten Øllegaard      | Rasmus Christian Quaade |
| 2018      | Trond Trondsen       | Nicklas Amdi Pedersen | Niklas Larsen           |
| 2019      | Rasmus Bøgh Wallin   | Jonas Aaen Jørgensen  | Mathias Bundsgaard Matz |
| 2020-2021 | No se disputó        | No se disputó         | No se disputó           |
| 2022      | Rasmus Bøgh Wallin   | Nils Lau Nyborg Broge | Mathias Larsen          |

## Palmarés por países
| País      | Victorias |
| --------- | --------- |
| Suecia    | 88        |
| Dinamarca | 16        |
| Noruega   | 5         |
| Finlandia | 1         |
| Polonia   | 1         |
| Letonia   | 1         |